# 엠비에스 코프레이션
엠비에스코퍼레이션(MBS Corporation)은 1999년 4월 설립된 대한민국의 자전거 전문회사이다. 1999년부터 프로코렉스(PROCOREX) 등을 생산하다 2001년부터 엘파마(ELFAMA) 브랜드를 판매하고 있다.